# Gouvernement ad-Daqahliyya
ad-Daqahliyya (arabisch محافظة الدقهلية Muhāfazat ad-Daqahliyya, DMG Muḥāfaẓat al-Daqahliyya, auch Dakahlija) ist ein Gouvernement im östlichen Nildelta in Ägypten mit 6.492.381 Einwohnern.
Es grenzt im Norden an das Mittelmeer und an das Gouvernement Dumyat, im Osten an das Gouvernement Bur Saʿid, im Süden an die Gouvernements asch-Scharqiyya und al-Gharbiyya und im Westen an das Gouvernement Kafr asch-Schaich. Das Verwaltungszentrum ist al-Mansura.

## Archäologie
Laut dem ägyptischen Ministry of Tourism and Antiquities haben ägyptische Archäologen im Februar 2020 insgesamt 83 Gräber entdeckt, die auf etwa 4000 v. Chr. datiert werden und zur sogenannten Naqada-III-Periode gehören. Bei den Bestattungen wurden verschiedene kleine Tongefäße in unterschiedlichen Formen, außerdem einige Muscheln, Schminkutensilien, Behälter für Eyeliner sowie Schmuckstücke gefunden.
Im April 2021 gaben ägyptische Archäologen die Entdeckung von 110 Begräbnisstätten auf dem archäologischen Gelände von Koum el-Khulgan bekannt. Davon stammen 68 ovalförmige Gräber aus der vordynastischen Zeit, während 37 rechteckige Gräber der Zweiten Zwischenzeit Ägyptens zugeordnet werden. Die restlichen Gräber stammen aus der Naqada-III-Periode. In den Gräbern fanden sich außerdem die Überreste von Erwachsenen und eines in einem Gefäß beigesetzten Säuglings, eine Gruppe von Öfen, Kochstellen, Überreste von Lehmziegelfundamenten, Grabbeigaben, zylindrische und birnenförmige Gefäße sowie eine Schale mit geometrischen Mustern.